# Stazione di Giuncarico
La stazione di Giuncarico è una stazione ferroviaria a servizio del borgo di Giuncarico nel comune di Gavorrano, in provincia di Grosseto.

## Storia
La stazione venne attivata il 15 giugno 1892, alla vecchia progressiva chilometrica di 206+700 e abilitata al servizio di viaggiatori, bagagli e merci a grande velocità.
Situata lungo la ferrovia Tirrenica, la stazione di Giuncarico è anche il capolinea sud della linea Giuncarico-Ribolla, in parte dismessa ma ancora attiva per le cave di pietrisco.
Lo scalo non è più in uso e l'unica fermata disponibile nel territorio comunale è quella della stazione di Gavorrano.

## Strutture e impianti
La stazione dispone di un fabbricato viaggiatori e di due banchine per il servizio passeggeri collegate tra loro tramite un attraversamento a raso. L'impianto possiede 6 binari, due passanti della linea Tirrenica e 4 di scalo. Il sesto binario è di raccordo con la sotto stazione elettrica posta in prossimità della stazione.
In direzione Roma in prossimità del sottopasso della Strada Provinciale Lupo vi è la diramazione che conduce alle cave di pietrisco poste sulla ferrovia Giuncarico-Ribolla.